# Snakehips
Snakehips é um grupo britânico de música eletrônica, formada pelos músicos Oliver Lee e James Carter. A dupla é mais conhecida por colaborar com Tinashe e Chance the Rapper no single de 2015 "All My Friends" e Zayn em "Cruel", de 2016.

## Início de vida
Oliver Lee foi educado na Skinners' School, em Royal Tunbridge Wells. Lee começou na música em tenra idade, no final dos anos 2000, tocando uma variedade de instrumentos, do teclado até o pandeiro em bandas mariachi.
Lee e James Carter se cruzaram em Hong Kong no verão de 2012 enquanto trabalhavam em projetos separados. A dupla se uniu por gostos musicais semelhantes e concordou em se encontrarem novamente para discutir sobre música antes do final da viagem. Ambos Carter e Lee esqueceram do compromisso, porém se encontraram novamente no voo de volta para Londres e concordaram em trabalhar juntos no estúdio.

## Carreira

### 2014–2015: início e "All My Friends"
Snakehips lançou seu single de estreia, "Days with You" em agosto de 2014. A canção conta com os vocais da cantora britânica Sinéad Harnett. A dupla lançou seu EP de estreia, Forever, Pt. II, em março de 2015. Em outubro do mesmo ano, eles lançaram o single "All My Friends". A canção conta com vocais da cantora americana Tinashe e do rapper Chance the Rapper. A música alcançou a quinta posição na Parada de Singles do Reino Unido.

### 2017–presente: mais parcerias e possível álbum de estreia
Em 2016, a dupla lançou "Cruel", com os vocais do ex-membro da boyband britânica One Direction, Zayn. O single estreou na parada de singles do Reino Unido na 38ª posição e alcançou a 33ª posição na semana seguinte, fazendo deste o segundo single da dupla que alcançou o Top 40. Seu single seguinte "Don't Leave", parceria com a cantora dinamarquesa MØ, também alcançou o Top 40 e atingiu a 27ª posição.
Em uma entrevista à MTV em janeiro de 2017, a dupla foi questionada sobre o lançamento do seu álbum de estreia. Oliver Lee disse que eles "deveriam finalizar o projeto até fevereiro do mesmo ano".
Em março de 2020, a dupla lançou uma parceria com o produtor britânico TroyBoi chamada "Wavez".

## Discografia

### EPs
| Título                       | Detalhes                                                         |
| ---------------------------- | ---------------------------------------------------------------- |
| Forever, Pt. II              | - Lançamento: 10 March 2015 - Gravadora: Sony - Formato: Digital |
| Money on Me                  | - Lançamento: 15 April 2016 - Gravadora: Sony - Formato: Digital |
| All My Friends               | - Lançamento: 15 April 2016 - Gravadora: Sony - Formato: Digital |
| Stay Home Tapes (= --__-- =) | - Lançamento: 6 April 2018 - Gravadora: Sony - Formato: Digital  |

### Singles
| Título                                               | Ano  |
| ---------------------------------------------------- | ---- |
| "Days with You" (feat. Sinéad Harnett)               | 2014 |
| "All My Friends" (feat. Tinashe e Chance the Rapper) | 2015 |
| "Money on Me" (feat. Anderson Paak)                  | 2016 |
| "Cruel" (feat. Zayn)                                 | 2016 |
| "Burn Break Crash" (com Aanysa)                      | 2016 |
| "Don't Leave" (com MØ)                               | 2017 |
| "Right Now" (feat. ELHAE, DRAM and H.E.R.)           | 2017 |
| "Either Way" (com Anne-Marie feat. Joey Badass)      | 2017 |
| "Cruzin" (feat. St Rulez)                            | 2018 |
| "For the F^_^k of It" (feat. Jeremih e Aminé)        | 2018 |
| "Gucci Rock n Rolla" (feat. Rivers Cuomo e Kyle)     | 2019 |
| "Summer Fade" (feat. Anna of the North)              | 2019 |
| "Waves" (com Troyboi)                                | 2020 |

#### Como participação
| Título                                              | Ano  |
| --------------------------------------------------- | ---- |
| "Never Gonna Like You" (Bea Miller feat. Snakehips) | 2019 |